# Копривниця (Кршко)
Копривниця (словен. Koprivnica) — поселення в общині Кршко, Споднєпосавський регіон, Словенія. Висота над рівнем моря: 376 м.